# Флёров, Сергей Васильевич
Серге́й Васи́льевич Флёров (псевдоним — С. Васильев; 3 (15) апреля 1841 — 5 (18) апреля 1901) — русский историк театра, критик, педагог и журналист.

## Биография
Сын воспитателя детей графа С. В. Строганова, Василия Павловича Флёрова.
В 1864 году окончил историко-филологический факультет Московского университета. Занимался в Москве педагогической деятельностью: в 1866—1869 годах преподавал иностранные языки в Александровском военном училище; затем был инспектором 4-й мужской гимназии. Стал гласным московской городской думы и членом московской городской управы.
С 1875 года был постоянным сотрудником «Русского вестника» и «Московских ведомостей», где печатал театральные фельетоны, музыкальные рецензии и отчёты о художественных выставках, подписывая их псевдонимом С. Васильев. Затем сотрудничал с «Русским словом» и «Русским обозрением», где был напечатан ряд его статей: «К характеристике Фамусова», «А. Н. Островский и наш театр», «Воспоминания о М. И. Глинке», «В. Е. Маковский и русский жанр», «К характеристике Чацкого». Там же появились его воспоминания. Напечатанные с 1879 года статьи-обзоры стали летописью Малого театра за 22 года. К его художественным рецензиям негативно относился И. С. Остроухов; в одном из писем В. А. Серову в 1888 году он писал: «Тупо и неделикатно. <…> Как он меня злит своими художеств<енными> рецензиями и когда-нибудь дозлит на свою голову!»